# Polyscias crassa
Polyscias crassa är en araliaväxtart som först beskrevs av William Botting Hemsley, och fick sitt nu gällande namn av Lowry och G.M.Plunkett. Polyscias crassa ingår i släktet Polyscias och familjen Araliaceae. Inga underarter finns listade. Tidigare i släktet Gastonia som Gastonia crassa.